# John Webster (Gouverneur)
John Webster (* 9. August 1590 in Cossington, Leicestershire; † 5. April 1661 in Hadley, Massachusetts Bay Colony) war von 1656 bis 1657 Gouverneur der Colony of Connecticut.

## Leben
Webster wurde in Cossington, Leicestershire, England, als Sohn von Matthew Webster (1548–1623) und seiner Frau Elizabeth Ashton geboren. Er wanderte mit seiner Frau und den fünf Kindern in den frühen 1630er Jahren in die Massachusetts Bay Colony aus. Die Familie ließ sich in der Gegend von Newtowne, heute Cambridge, Massachusetts, nieder. Zusammen mit Thomas Hooker und seinen Anhängern verließen sie 1636 Newtowne und siedelten um nach Hartford. 
Sein erstes öffentliches Amt war die Mitgliedschaft in einem Ausschuss, der zusammen mit dem Magistratsgericht bei der Bestimmung des Kriegsverlaufs mit den Indianern vom Stamm der Pequot befasst war. Von 1639 bis 1655 war er gewählter Richter, im Jahr 1655 Vizegouverneur der Colony of Connecticut. Gouverneur der Colony war er im Jahre 1656 bis 1657. Erster Richter war er von 1657 bis 1659.
Neben seinem Dienst als Gouverneur der Colony of Connecticut, war John Webster einer der neunzehn Männer, die die Städte Hartford, Wethersfield und Windsor von 1638 bis 1639, bei der Ausarbeitung und Annahme der Fundamental Orders of Connecticut vertrat. Dieses Dokument wird allgemein als die früheste Form der verfassungsmäßigen Regierung angesehen.
Eine Spaltung unter den Kirchenmitgliedern in Hartford entstand, als der Priester der First Church in Hartford, Samuel Stone, erklärte, dass die Anforderung, dass es nur Eltern, bei denen beide der Puritanischen Gemeinschaft angehören, gestattet wäre, ein Kind zur Taufe zu geben, entfallen würde und dass auch Nichtgetaufte zukünftig ein Wahlrecht haben sollten. John Webster war sich mit anderen einig, dass dies nicht akzeptabel sei. Reverend Stone ignorierte diese Einwände und die Änderung wurde durch das Gericht in Massachusetts angenommen. Das Gericht entschied, dass, obwohl es sehr eigensinnig von Reverent Stone war, die Meinung der Mehrheit seiner Gemeindemitglieder zu ignorieren, es richtig war, das Taufritual zu liberalisieren. Es wurde ebenfalls befunden, dass diejenigen, die mit dieser Entscheidung nicht einverstanden waren, sich anderswo in Massachusetts ansiedeln mögen, um ihren Glauben dort auszuüben, wie sie es für richtig hielten. Der Standort dieser Gemeinde wurde Hadley und im Jahr 1659 wurde dort eine neue Gemeinde errichtet. Webster lebte dort die letzten zwei Jahre seines Lebens. 1661 erkrankte er an einem Fieber und starb.

## Familie
Webster heiratete Agnes Smith (* 29. August 1585 in Cossington, Leicestershire, England) am 7. November 1609 in Cossington. Sie starb in Hadley, Massachusetts im Jahr 1667. Sie hatten neun Kinder:
- Matthew (* 11. Februar 1608/1609), verheiratet mit Sarah Waterbury danach mit Mary Reeve
- Margaret (* 21. Februar 1609/1610), verheiratet mit William Bolton danach Thomas Hunt
- William (* 26. Dezember 1614), verheiratet mit Mary Reeve
- Thomas (* 24. November 1616), verheiratet mit Abigail Alexander
- Robert (* 17. November 1619), verheiratet mit Susanna Treat
- Anne (* 29. Juli 1621), verheiratet mit John Marsh
- Elizabeth (* 16. März 1622/1623), verheiratet mit William Markham
- Mary (* 30. März 1623), verheiratet mit Jonathan Hunt
- Faith (* 8. April 1627, starb im Alter von 10 Tagen)

Seine Nachkommen waren zahlreich und umfassten auch den Lexikographen Noah Webster.